# Lawrence Venuti

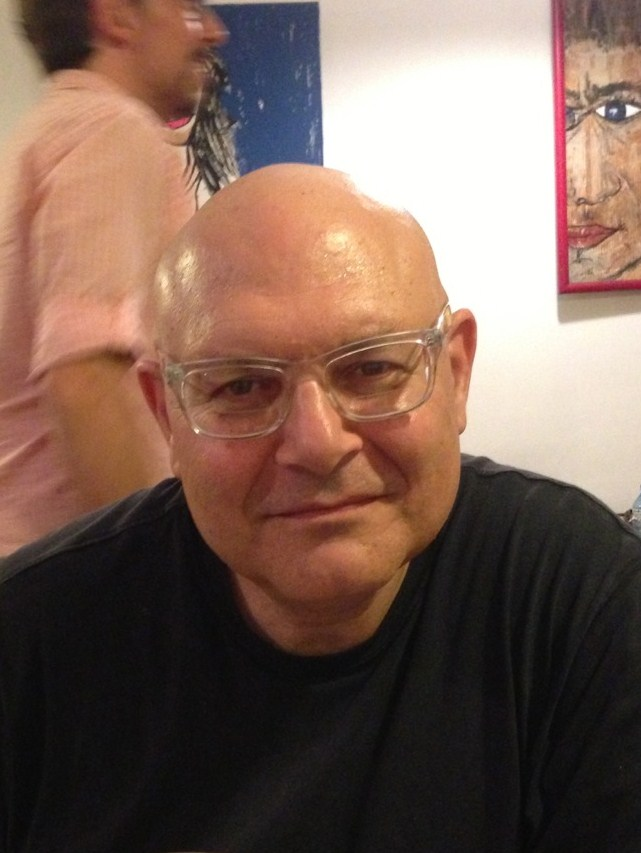
Lawrence Venuti en 2014.

Lawrence Venuti (Filadelfia, 1953), teórico de la traducción, historiador de la traducción y traductor estadounidense. 

## Biografía
Nacido en Filadelfia, se graduó en la Universidad de Temple. Vivió mucho tiempo en Nueva York. En 1980 obtuvo su PhD en lengua inglesa en la Universidad de Columbia. Ese mismo año se le confirió el Renato Poggioli Translation Award por su traducción de la novela Delirium de Barbara Alberti.
Venuti se desempeña como profesor de inglés en la Universidad de Temple. También dicta cátedra en Creación Literaria en el Lewis Center for the Arts de la Universidad de Princeton.
Es miembro de los equipos editoriales de Reformation: The Journal of the Tyndale Society y The Translator: Studies in Intercultural Communication. En 1998 editó un número especial de The Translator dedicado a traducción y minoridad. Sus proyectos de traducción han merecido galardones y concesiones del PEN American Center (1980), del gobierno de Italia (1983), del National Endowment for the Arts (1983, 1999) y del National Endowment for the Humanities (1989). En 1999 dictó una Fulbright Senior Lectureship en estudios de traducción en la Universidad de Vich (España).
En 2007 se le otorgó una Beca Guggenheim en Humanidades por su traducción de la poesía y prosa de Giovanni Pascoli.

## Pensamiento
Venuti se ha concentrado en la teoría y práctica de la traducción. Es considerado una de las figuras más intensas en la teoría de la traducción actual, a menudo con posiciones que difieren sustancialmente de los teóricos más difundidos. Critica el hecho de que el traductor es muchas veces una figura invisible. Ha sido un activo crítico de la traducción desde que comenzó a traducir.

## Obras
- Our Halcyon Dayes: English Prerevolutionary Texts and Postmodern Culture (1989)
- The Translator's Invisibility: A History of Translation (1995) (Leer aquí la versión original en inglés)[6]
- The Scandals of Translation: Towards an Ethics of Difference (1998)[7]
- Rethinking Translation: Discourse, Subjectivity, Ideology (antología de ensayos, editor) (1992)
- The Translation Studies Reader (2nd ed. 2004) (una investigación de la historia de la traducción desde la Antigüedad hasta el presente; editor)
- Encyclopedia of Translation Studies (1998) (contribuyente)
- Oxford Guide to Literature in English Translation (2000) (contribuyente)
- The Translation Studies Reader (2000) (Leer aquí la versión original en inglés)
- Translation Changes Everything (2012)[8]

## Traducciones
- Restless Nights: Selected Stories of Dino Buzzati (1983)
- Iginio Ugo Tarchetti: Fantastic Tales (1992)
- Juan Rodolfo Wilcock: colección de biografías reales e imaginarias, The Temple of Iconoclasts (2000)
- Antonia Pozzi: Breath: Poems and Letters (2002)
- Italy: A Traveler’s Literary Companion (2003)
- Melissa P.: memoria ficcionalizada, 100 Strokes of the Brush before Bed (2004).